# Wild Bill Hickok
James Butler Hickok (n. 27 mai 1837, Troy Grove, Illinois – d. 2 august 1876, Deadwood, Teritoriul Dakota), mai bine cunoscut ca Wild Bill Hickok, a fost un erou popular din Vestul Sălbatic american. Abilitățile sale de pistolar și cercetaș, împreună cu reputația sa de om al legii, i-au adus o mare faimă, deși unele dintre faptele sale relatate de către diverși „martori ”sunt fictive.
Născut și crescut la o fermă în mediul rural din Illinois, Hickok a plecat spre vest la vârsta de 18 ani ca un fugar din fața justiției, lucrând prima oară ca un conducător de diligență, înainte de a deveni un om al legii în teritoriile de frontieră din Kansas și Nebraska. A luptat pentru Armata Uniunii în timpul Războiului Civil American, dobândind notorietate după război ca cercetaș, lunetist, actor și jucător profesionist de cărți. Datorită atribuțiilor sale de om al legii și din cauza patimii jocurilor de noroc, cele două aspecte suprapunându-se cu ușurință, Hickok a fost implicat în mai multe schimburi de focuri notabile. El a fost împușcat și ucis în timp ce joacă poker în Nuttal & Mann's Saloon din Deadwood, Teritoriul Dakota (azi în Dakota de Sud), fiind împușcat în cap pe la spate de către Jack McCall.

## În cultura populară
Este portretizat de Keith Carradine în serialul HBO Deadwood. Apare, ca personaj, și în filmul Micul om mare (Little Big Man).
Jeff Bridges joacă rolul lui Bill Hickok în Sălbaticul Bill (1995).